# 大阪地下街
大阪地下街株式会社（おおさかちかがい）は、大阪市の地下街を建設・運営する企業である。
2018年3月31日までは、大阪市が53.7%を出資していた。大阪市営地下鉄の民営化をきっかけに現在は大阪市を中心に地下鉄事業などを行う大阪市高速電気軌道（Osaka Metro）の子会社である。

## 概説
1956年設立。翌1957年に完成した難波地下街（ナンバ地下センター、後のなんなんタウン、現：NAMBAなんなん）を皮切りに、梅田、難波、天王寺・阿倍野、京橋で地下街を建設、管理、運営している。
2009年10月1日、関連会社の大阪地下街サービス振興株式会社を吸収合併（簡易吸収合併、略式吸収合併）した。
2015年6月1日、大阪市が大阪地下街の株式の有償所管換えを実施し、所管が大阪市建設局から大阪市交通局に変更された。
2018年4月1日、大阪市交通局の外郭団体から大阪市高速電気軌道の子会社となった。
2020年7月1日、関連会社の株式会社ドーチカを吸収合併した。

## 事務所
- 難波管理事務所　大阪市中央区難波5丁目なんなんタウン10号
- 梅田管理事務所　大阪市北区小松原町梅田地下街4-2号
- 阿倍野橋管理事務所　大阪市天王寺区堀越町アベノ地下街8号
- ミナミ管理事務所　大阪市中央区千日前2丁目1番15号（なんばウォークビル内）
- 京橋管理事務所　大阪市都島区東野田町2丁目6番1号

## 運営地下街
- NAMBAなんなん（旧ナンバ地下センター、なんばなんなんタウン）
- ホワイティうめだ（旧ウメダ地下センター）
- あべちか（旧アベノ地下センター）
- なんばウォーク（旧ミナミ地下センター、虹のまち）
- コムズガーデン
- ドージマ地下センター（2020年6月30日までは関連会社の「ドーチカ」が運営）

## 過去の関連会社
- 株式会社ドーチカ（大阪地下街と毎日ビルディングが折半出資していた。2020年7月1日大阪地下街と合併）